# Mondnacht
Mondnacht (in italiano Notte di luna) è una poesia scritta nel 1835 dal poeta tedesco Joseph von Eichendorff.
È stata messa in musica da Robert Schumann per diventare un Lied nel suo ciclo Liederkreis op. 39.

## Testo originale
|    | Mondnacht                       |
|    |                                 |
|    | Es war, als hätt' der Himmel    |
|    | die Erde still geküsst,         |
|    | dass sie im Blütenschimmer      |
|    | von ihm nun träumen müsst'.     |
|    |                                 |
| 5  | Die Luft ging durch die Felder, |
|    | die Ähren wogten sacht,         |
|    | es rauschten leis die Wälder,   |
|    | so sternklar war die Nacht.     |
|    |                                 |
|    | Und meine Seele spannte         |
| 10 | weit ihre Flügel aus,           |
|    | flog durch die stillen Lande,   |
|    | als flöge sie nach Haus.        |

## Traduzioni
Di seguito è fornita una traduzione italiana in versi liberi di Mondnacht realizzata da Vittorio Panicara.
|    | Era come se il cielo          |
|    | silente baciasse la terra,    |
|    | che, nel luccichio dei fiori, |
|    | di lui tuttora sogna.         |
|    |                               |
| 5  | La brezza spirava sui campi,  |
|    | le messi ondeggiavano lievi,  |
|    | mormoravano piano i boschi:   |
|    | o notte, sì chiara di stelle! |
|    |                               |
|    | E aprì l'anima mia            |
| 10 | ampie l'ali distese,          |
|    | volò in questo silenzio,      |
|    | come tornando a casa.         |

Segue una versione più poetica, che tenta di rendere lo schema metrico originale.
|    | Pareva che il cielo avesse       |
|    | baciato la terra tranquilla,     |
|    | che essa adesso dovesse          |
|    | sognarlo, e di fiori scintilla.  |
|    |                                  |
| 5  | La brezza per i campi andava,    |
|    | delle messi un lieve ondeggiare, |
|    | il bosco mormorava:              |
|    | o notte, di stelle sì chiare!    |
|    |                                  |
|    | E l'anima mia distese            |
| 10 | le ampie ali volando             |
|    | lungo le terre silenziose        |
|    | come a casa tornando.            |